# Echinopsis mamillosa
Echinopsis mamillosa là một loài xương rồngbản địa Bolivia.
Cây mọc đơn độc, hân cây hình cầu cao 30 cm (12 in). Thân cây màu xanh lá cây đậm với đường kính lê đến 8 cm (3,1 in) và có 13-17 sườn. Loài này có hai phân loài, mamillosa ngắn hơn (thường chỉ cao đến 6 cm (2 in)) với 17 sườn. Phân loài silvatica cao hơn và có ít sườn hơn.
Loài này được mô tả khoa học lần đầu vào năm 1970 bởi nhà thực vật học Đức Max Gürke. E. silvatica F.Ritter đã được đưa vào trong E. mamillosa như phân loài silvatica bởi Pierre Braun và E. Esteves Pereira vào năm 1995. Định nghĩa của Echinopsis vẫn còn gây tranh cãi; chi này được chấp nhập không phải là chi đơn loài.